# Hermann Tietz (Musiker)
Hermann Tietz (* 8. März 1844 in Driesen; † 8. April 1901 in Gotha) war ein deutscher Chemiker und Musiker.
Er studierte von 1859 bis 1863 Chemie an der Gewerbeakademie Berlin und ging dann zur Musik über.
Er war ein Schüler von Theodor Kullak und seit 1866 Lehrer an dessen Anstalt. 1868 ging Hermann Tietz nach Gotha. Dort gründete er in demselben Jahr den Musikverein und 1880 das Konservatorium für Musik Gotha, die er beide auch leitete.
Ab 1869 war Hermann Tietz Hofpianist.
1888 wurde ihm der Professorentitel für Musik verliehen.

## Quelle
- Julius Schuberths Musikalisches Conversations-Lexikon, herausgegeben von Prof. Emil Breslaur, 11. Aufl., Leipzig.

| Personendaten    | Personendaten                  |
| ---------------- | ------------------------------ |
| NAME             | Tietz, Hermann                 |
| KURZBESCHREIBUNG | deutscher Chemiker und Musiker |
| GEBURTSDATUM     | 8. März 1844                   |
| GEBURTSORT       | Driesen                        |
| STERBEDATUM      | 8. April 1901                  |
| STERBEORT        | Gotha                          |